# Methanobacteriales
A Methanobacteriales az élőlények rendszertani osztályozásában a Methanobacteria osztály alá tartozó egyetlen baktériumrend.

### Tudományos folyóiratok
- Judicial Commission of the International Committee on Systematics of Prokaryotes (2005). „The nomenclatural types of the orders Acholeplasmatales, Halanaerobiales, Halobacteriales, Methanobacteriales, Methanococcales, Methanomicrobiales, Planctomycetales, Prochlorales, Sulfolobales, Thermococcales, Thermoproteales and Verrucomicrobiales are the genera Acholeplasma, Halanaerobium, Halobacterium, Methanobacterium, Methanococcus, Methanomicrobium, Planctomyces, Prochloron, Sulfolobus, Thermococcus, Thermoproteus and Verrucomicrobium, respectively. Opinion 79”. Int. J. Syst. Evol. Microbiol. 55 (Pt 1), 517–518. o. DOI:10.1099/ijs.0.63548-0. PMID 15653928.
- Euzeby JP, Tindall BJ (2001). „Nomenclatural type of orders: corrections necessary according to Rules 15 and 21a of the Bacteriological Code (1990 Revision), and designation of appropriate nomenclatural types of classes and subclasses. Request for an Opinion”. Int. J. Syst. Evol. Microbiol. 51 (Pt 2), 725–727. o. PMID 11321122.
- Balch WE, Fox GE, Magrum LJ, Woses CR, Wolfe RS (1979). „Methanogens: reevaluation of a unique biological group”. Microbiol. Rev. 43 (2), 260–296. o. PMID 390357. PMC 281474.

### Szakkönyvek
- Boone, DR.szerk.: DR Boone and RW Castenholz, eds.: Class I. Methanobacteria class. nov., Bergey's Manual of Systematic Bacteriology Volume 1: The Archaea and the deeply branching and phototrophic Bacteria, 2nd, New York: Springer Verlag, p. 169. o. (2001. március 20.). ISBN 978-0-387-98771-2
- Murray, RGE.szerk.: NR Krieg and JG Holt, eds.: The higher taxa, or, a place for everything..., Bergey's Manual of Systematic Bacteriology, Volume 1, 1st, Baltimore: The Williams & Wilkins Co., pp. 31–34. o. (1984. március 20.)

### Tudományos adatbázisok
- Methanobacteriales PubMed hivatkozásai
- Methanobacteriales PubMed Central hivatkozásai
- Methanobacteriales Google Scholar hivatkozásai